# Видоје Видичевски
Видоје Видичевски (мкд. Видое Видичевски; Охрид, 8. јануар 1931 — Охрид, 12. децембар 2020) је био македонски песник, романсијер и драмски писац. Завршио Филозофски факултет у Скопљу. Од 1959. године је члан Друштва писаца македоније. Добитник је награде „РТВ Скопје“ за најбољу дечју књигу.

## Дела
- Сини питоми утрини (поезија, 1959).
- Бреговите се немирни (драма, 1963).
- Балада за орканата (драма, 1964).
- Големата шума (роман, И дел, 1970).
- Малиот одред (тв-серија од 10 епизоди, 1977).
- Големата шума (роман, 2 дела, 1986).
- Вечерен пејзаж од градот (поезија, 1986).
- Таинствени води (роман за деца, 1990).
- Заробеници на вечерните игри (раскази, 1993).
- Времето на црвените рози (роман, 1994).
- Песни за потопот (поезија, 2000).
- Приказни за Дамјана (раскази за деца, 2000).